# Yukitaka Omi
Yukitaka Omi (jap. 小見 幸隆, Omi Yukitaka; * 15. Dezember 1952 in der Präfektur Tokio) ist ein ehemaliger japanischer Fußballspieler und -trainer.

## Nationalmannschaft
1978 debütierte Omi für die japanische Fußballnationalmannschaft. Omi bestritt sechs Länderspiele.

## Errungene Titel
- Japan Soccer League: 1983, 1984
- Kaiserpokal: 1984